# Popis stanovništva u Bosni i Hercegovini 1948.
Popis stanovništva u Bosni i Hercegovini izvršen 1948. godine je prvi popis koji su provele narodne vlasti federativne Jugoslavije. Po popisu stanovništva na površini od 51.200 km2, 1948. godine u Bosni i Hercegovini živjelo je 2.564.308 stanovnika. 
- Broj stanovnika: 2.564.308
- Broj stanovnika ženskog spola: 1.327.376 ( +90.444)
- Broj stanovnika muškog spola: 1.236.932
- Broj žena u odnosu prema broju muškaraca 1073:1000
- Broj domaćinstava: 498.116
- Veličina prosječnog domaćinstva: 5.1 članova/domaćinstvu
- Gustoća naseljenosti: 50.1 stanovnika/km2
- Prosječna starost žena: - godina
- Prosječna starost muškaraca: - godina

## Ukupni rezultati po nacionalnoj osnovi
Ovaj popis, koji je prvi popis poslije Drugog svjetskog rata, imao je veliku važnost jer su njime utvrđene ljudske, ali i materijalne žrtve spomenutog rata u Bosni i Hercegovini. Bosanskohercegovački muslimani (današnji Bošnjaci) nisu se mogli izjašnjavati kao Muslimani. Većina ih se izjašnjavala kao "nacionalno neopredijeljeni", a jedan dio kao Srbi-muslimani odnosno Hrvati-muslimani.  
| Nacionalnost    | Broj      | Udio    |
| Srbi            | 1.135.732 | 44.29 % |
| neopredijeljeni | 788.011   | 30.73 % |
| Hrvati          | 613.895   | 23.94 % |
| ostali          | 26.670    | 1.04 %  |